# Светий Данієл
Светий Данієл (словен. Sveti Danijel) — поселення в общині Дравоград, Регіон Корошка, Словенія. Висота над рівнем моря: 409,1 м.